# Lillestrøm Sportsklubb 2017
Questa voce raccoglie le informazioni riguardanti il Lillestrøm Sportsklubb nelle competizioni ufficiali della stagione 2017.

## Stagione
A seguito del 12º posto finale della precedente stagione, il Lillestrøm avrebbe affrontato il campionato di Eliteserien 2017, oltre al Norgesmesterskapet. Il 17 gennaio 2017 è stato reso noto che Arild Sundgot sarebbe diventato l'assistente dell'allenatore Arne Erlandsen, confermato nel ruolo dopo essere subentrato nel corso della precedente stagione. Il 19 dicembre è stato compilato il calendario del nuovo campionato, che alla 1ª giornata avrebbe visto il Lillestrøm ospitare il Sandefjord, nel weekend dell'1-3 aprile 2016.
Il 7 aprile è stato sorteggiato il primo turno del Norgesmesterskapet 2017: il Lillestrøm avrebbe fatto visita allo Skjetten.
Il 6 maggio, Daniel Fernandes è stato trovato positivo ad un test antidoping: nelle analisi del portoghese sono state rinvenute tracce di destroanfetamina, farmaco solitamente utilizzato per combattere la sindrome da deficit di attenzione e iperattività, a seguito della sfida contro il Sandefjord del 2 aprile precedente. Secondo la società norvegese, l'uso di questo medicinale era regolarmente prescritto fin da quando il calciatore giocava negli Stati Uniti ed ha continuato ad utilizzarlo anche in Norvegia, non sapendo fosse nella lista delle sostante proibite. Fernandes è stato momentaneamente sospeso da tutte le attività della squadra, in attesa delle indagini. Il giocatore ha poi lasciato il club nel mese di luglio.
Il Lillestrøm ha chiuso il campionato al 12º posto finale. Si è aggiudicato la vittoria del Norgesmesterskapet, grazie al successo in finale sul Sarpsborg 08, col punteggio di 3-2. In virtù di questo risultato, il Lillestrøm ha centrato la qualificazione all'Europa League 2017-2018.

## Maglie e sponsor
Lo sponsor tecnico per la stagione 2017 è stato Legea. La divisa casalinga era composta da una maglietta gialla con inserti neri, pantaloncini neri e calzettoni gialli. Quella da trasferta era invece costituita da una maglietta rossa, con inserti gialli, pantaloncini gialli e calzettoni rossi.
| Casa | Trasferta |

## Rosa
| N. |                       | Ruolo | Calciatore          |
| -- | --------------------- | ----- | ------------------- |
| 1  | Croazia (bandiera)    | P     | Marko Marić         |
| 1  | Portogallo (bandiera) | P     | Daniel Fernandes    |
| 2  | Norvegia (bandiera)   | C     | Mats Haakenstad     |
| 3  | Norvegia (bandiera)   | D     | Simen Kind Mikalsen |
| 4  | Norvegia (bandiera)   | D     | Marius Amundsen     |
| 5  | Norvegia (bandiera)   | D     | Simen Rafn          |
| 6  | Nigeria (bandiera)    | C     | Ifeanyi Mathew      |
| 7  | Nigeria (bandiera)    | A     | Moses Ebiye         |
| 7  | Slovacchia (bandiera) | A     | Tomáš Malec         |
| 8  | Nigeria (bandiera)    | C     | Charles Ezeh        |
| 9  | Norvegia (bandiera)   | A     | Bajram Ajeti        |
| 10 | Nigeria (bandiera)    | A     | Marco Tagbajumi     |
| 11 | Norvegia (bandiera)   | A     | Erling Knudtzon     |
| 13 | Norvegia (bandiera)   | D     | Frode Kippe         |
| 14 | Norvegia (bandiera)   | C     | Fredrik Krogstad    |
| 15 | Norvegia (bandiera)   | C     | Erik Næsbak Brenden |

| N. |                        | Ruolo | Calciatore           |
| -- | ---------------------- | ----- | -------------------- |
| 16 | Norvegia (bandiera)    | A     | Tobias Gran          |
| 18 | Nigeria (bandiera)     | C     | Bonke Innocent       |
| 19 | Gambia (bandiera)      | C     | Sheriff Sinyan       |
| 21 | Norvegia (bandiera)    | A     | Petter Mathias Olsen |
| 22 | Stati Uniti (bandiera) | C     | Stefan Antonijevic   |
| 23 | Bulgaria (bandiera)    | C     | Chigozie Udoji       |
| 24 | Norvegia (bandiera)    | D     | Erik Sandberg        |
| 27 | Rep. Ceca (bandiera)   | A     | Michal Škoda         |
| 28 | Norvegia (bandiera)    | C     | Henrik Kristiansen   |
| 29 | Norvegia (bandiera)    | P     | Emil Ødegaard        |
| 32 | Norvegia (bandiera)    | C     | Jesper Aaserud       |
| 33 | Norvegia (bandiera)    | D     | Aleksander Melgalvis |
| 34 | Norvegia (bandiera)    | D     | Sivert Westerlund    |
| 35 | Norvegia (bandiera)    | D     | Lars Ranger          |
| 40 | Norvegia (bandiera)    | P     | Mads Christiansen    |
| 77 | Kenya (bandiera)       | P     | Arnold Origi Otieno  |

## Calciomercato

### Sessione invernale(dal 01/01 al 31/03)
| Arrivi           | Arrivi               | Arrivi          | Arrivi        |
| R.               | Nome                 | da              | Modalità      |
| ---------------- | -------------------- | --------------- | ------------- |
| P                | Daniel Fernandes     |                 | svincolato    |
| D                | Aleksander Melgalvis |                 | svincolato    |
| D                | Simen Rafn           |                 | svincolato    |
| C                | Stefan Antonijevic   |                 | svincolato    |
| C                | Mats Haakenstad      | Fram Larvik     | definitivo    |
| C                | Fredrik Krogstad     | Ullensaker/Kisa | fine prestito |
| C                | Chigozie Udoji       |                 | svincolato    |
| A                | Bajram Ajeti         |                 | svincolato    |
| A                | Tobias Gran          |                 | svincolato    |
| A                | Michal Škoda         | Zbrojovka Brno  | prestito      |
| Altre operazioni |                      |                 |               |
| R.               | Nome                 | da              | Modalità      |
| D                | Martin Falkeborn     | Ullensaker/Kisa | fine prestito |
| A                | Árni Vilhjálmsson    | Breiðablik      | fine prestito |

| Partenze | Partenze            | Partenze         | Partenze      |
| R.       | Nome                | a                | Modalità      |
| -------- | ------------------- | ---------------- | ------------- |
| P        | Haraldur Björnsson  |                  | svincolato    |
| P        | Jacob Faye Lund     |                  | svincolato    |
| D        | Francis Dickoh      |                  | svincolato    |
| D        | Martin Falkeborn    | Frej             | prestito      |
| D        | Ole Martin Rindarøy | Molde            | fine prestito |
| D        | Håkon Skogseid      |                  | svincolato    |
| D        | Nikolas Walstad     | Ullensaker/Kisa  | definitivo    |
| C        | Bassel Jradi        | Strømsgodset     | fine prestito |
| C        | Jørgen Kolstad      | Kongsvinger      | prestito      |
| C        | Marius Lundemo      |                  | svincolato    |
| C        | Malaury Martin      |                  | svincolato    |
| A        | Gary Martin         | Víkingur         | fine prestito |
| A        | Mohamed Ofkir       | Lokeren          | definitivo    |
| A        | Árni Vilhjálmsson   | Jönköpings Södra | definitivo    |

### Tra le due sessioni
| Arrivi | Arrivi | Arrivi | Arrivi   |
| R.     | Nome   | da     | Modalità |
| ------ | ------ | ------ | -------- |

| Partenze | Partenze         | Partenze | Partenze   |
| R.       | Nome             | a        | Modalità   |
| -------- | ---------------- | -------- | ---------- |
| P        | Daniel Fernandes |          | svincolato |

### Sessione estiva(dal 20/07 al 16/08)
| Arrivi | Arrivi          | Arrivi       | Arrivi     |
| R.     | Nome            | da           | Modalità   |
| ------ | --------------- | ------------ | ---------- |
| P      | Marko Marić     | Hoffenheim   | prestito   |
| C      | Charles Ezeh    | Gee-Lec      | definitivo |
| A      | Moses Ebiye     | Akwa Utd     | definitivo |
| A      | Marco Tagbajumi | Strømsgodset | prestito   |

| Partenze | Partenze             | Partenze       | Partenze      |
| R.       | Nome                 | a              | Modalità      |
| -------- | -------------------- | -------------- | ------------- |
| P        | Emil Ødegaard        | Levanger       | prestito      |
| C        | Bonke Innocent       | Malmö FF       | definitivo    |
| A        | Bajram Ajeti         | Gefle          | definitivo    |
| A        | Petter Mathias Olsen | Strømmen       | prestito      |
| A        | Tomáš Malec          | LASK           | fine prestito |
| A        | Michal Škoda         | Zbrojovka Brno | fine prestito |

## Risultati

### Eliteserien

#### Girone di andata
| Arbitro: | Lundby (Bøverbru) |

|                         |           |              |
| Škoda 87’ Melgalvis 90’ | Marcatori | 22’ Kastrati |

| Arbitro: | Eskås (Oslo) |

|                               |           |            |
| S. Svendsen 29’ Gregersen 90’ | Marcatori | 47’ Mathew |

| Arbitro: | Steen (Bergen) |

|  |           |                      |
|  | Marcatori | 30’ Abdi 90’ Ibrahim |

| Arbitro: | Hobber Nilsen (Oslo) |

|                                           |           |           |
| Grétarsson 5’ Veldwijk 45’ Abdellaoue 48’ | Marcatori | 72’ Malec |

| Arbitro: | Hagen (Grue) |

|  |           |                            |
|  | Marcatori | 53’ Braaten 60’ Rólantsson |

| Arbitro: | Hansen (Feda) |

|  |           |                   |
|  | Marcatori | 63’ Kind Mikalsen |

| Arbitro: | Hobber Nilsen (Oslo) |

|  |           |            |
|  | Marcatori | 76’ Occéan |

| Arbitro: | Hagenes (Flaktveit) |

|               |           |          |
| Rønningen 65’ | Marcatori | 84’ Rafn |

| Arbitro: | Lundby (Bøverbru) |

|                   |           |                                |
| Kind Mikalsen 90’ | Marcatori | 39’ Zachariassen 76’ Mortensen |

| Arbitro: | Kjensli (Oslo) |

|              |           |           |
| Bendtner 59’ | Marcatori | 81’ Kippe |

| Arbitro: | Saggi (Drammen) |

|                                 |           |                 |
| Udoji 9’ Knudtzon 54’, 73’, 78’ | Marcatori | 1’ Ingebrigtsen |

| Arbitro: | Hafsås (Trondheim) |

|                            |           |                                      |
| Skogseid 45’ Brochmann 46’ | Marcatori | 12’, 56’ Knudtzon 70’ Kippe 85’ Rafn |

| Arbitro: | Lundby (Bøverbru) |

|               |           |  |
| Melgalvis 90’ | Marcatori |  |

| Arbitro: | Moen (Haugesund) |

|                                    |           |              |
| Zahid 24’ Abdellaoue 27’ Finne 51’ | Marcatori | 13’ Krogstad |

| Arbitro: | Steen (Bergen) |

|                        |           |  |
| Udoji 32’ Knudtzon 43’ | Marcatori |  |

#### Girone di ritorno
| Arbitro: | Kjensli (Oslo) |

|                               |           |                                             |
| Heintz 13’, 42’ Mortensen 73’ | Marcatori | 11’ Udoji 61’ Knudtzon 88’ (rig.) Melgalvis |

| Arbitro: | Hagen (Grue) |

|                                      |           |                              |
| Kind Mikalsen 81’ Næsbak Brenden 88’ | Marcatori | 36’ Brochmann 40’ Omoijuanfo |

| Arbitro: | Skjerven (Kaupanger) |

|                           |           |                                    |
| Adegbenro 60’ Høiland 68’ | Marcatori | 19’ (rig.) Krogstad 44’ Haakenstad |

| Arbitro: | Eskås (Oslo) |

|                            |           |                     |
| Nguen 8’, 21’ Pedersen 26’ | Marcatori | 44’ (rig.) Krogstad |

| Arbitro: | Moen (Haugesund) |

|                     |           |               |
| Kippe 9’ Mathew 43’ | Marcatori | 29’ Grindheim |

| Arbitro: | Kjensli (Oslo) |

|          |           |               |
| Abdi 19’ | Marcatori | 53’ Melgalvis |

| Lillestrøm 17 settembre 2017, ore 18:00 22ª giornata | Lillestrøm      | 0 – 0 referto | Kristiansund BK | Åråsen Stadion (4.569 spett.)\| Arbitro: \| Saggi (Drammen) \| |
| Arbitro:                                             | Saggi (Drammen) |               |                 |                                                                |

| Arbitro: | Hobber Nilsen (Oslo) |

|  |           |                                      |
|  | Marcatori | 22’, 73’ (rig.) Bendtner 34’ Helland |

| Arbitro: | Hagen (Grue) |

|                             |           |                   |
| Ødegaard 2’ Lehne Olsen 17’ | Marcatori | 56’ Kind Mikalsen |

| Arbitro: | Moen (Haugesund) |

|           |           |  |
| Kippe 89’ | Marcatori |  |

| Arbitro: | Eskås (Oslo) |

|            |           |  |
| Haugen 45’ | Marcatori |  |

| Arbitro: | Hansen (Feda) |

|                                                      |           |  |
| Kippe 24’ Næsbak Brenden 67’ Mathew 77’ Knudtzon 83’ | Marcatori |  |

| Arbitro: | Saggi (Drammen) |

|                     |           |  |
| Vega 8’ Grønner 83’ | Marcatori |  |

| Arbitro: | Skjerven (Kaupanger) |

|  |           |           |
|  | Marcatori | 14’ Wadji |

| Arbitro: | Kjensli (Oslo) |

|           |           |                                 |
| Morer 43’ | Marcatori | 24’ Melgalvis 44’, 90’ Krogstad |

### Norgesmesterskapet
| Arbitro: | Haugen (Rælingen) |

|  |           |                     |
|  | Marcatori | 27’ Ajeti 47’ Škoda |

| Arbitro: | Medic |

|            |           |                                   |
| Eriksen 2’ | Marcatori | 25’ Ajeti 52’ Melgalvis 83’ Škoda |

| Arbitro: | Kjensli (Oslo) |

|                            |           |                                                    |
| Sandberg 18’ Fjeldberg 82’ | Marcatori | 27’ Innocent 30’ Rafn 67’ Kind Mikalsen 87’ Mathew |

| Arbitro: | Hansen (Feda) |

|               |           |  |
| Tagbajumi 57’ | Marcatori |  |

| Arbitro: | Steen (Bergen) |

|                                          |           |               |
| Melgalvis 21’ Tagbajumi 56’ Krogstad 90’ | Marcatori | 29’ Hou Sæter |

| Arbitro: | Moen (Haugesund) |

|  |           |                                              |
|  | Marcatori | 75’ Kind Mikalsen 87’ Knudtzon 90’ Melgalvis |

| Arbitro: | Hobber Nilsen (Oslo) |

|                                           |           |                                |
| Kind Mikalsen 2’ Haakenstad 11’ Kippe 59’ | Marcatori | 24’ Mortensen 64’ (aut.) Kippe |

## Statistiche

### Statistiche di squadra
| Competizione       | Punti | In casa | In casa | In casa | In casa | In casa | In casa | In trasferta | In trasferta | In trasferta | In trasferta | In trasferta | In trasferta | Totale | Totale | Totale | Totale | Totale | Totale | DR  |
| Competizione       | Punti | G       | V       | N       | P       | Gf      | Gs      | G            | V            | N            | P            | Gf           | Gs           | G      | V      | N      | P      | Gf     | Gs     | DR  |
| ------------------ | ----- | ------- | ------- | ------- | ------- | ------- | ------- | ------------ | ------------ | ------------ | ------------ | ------------ | ------------ | ------ | ------ | ------ | ------ | ------ | ------ | --- |
| Eliteserien        | 37    | 15      | 7       | 2       | 6       | 19      | 16      | 15           | 3            | 5            | 7            | 21           | 27           | 30     | 10     | 7      | 13     | 40     | 43     | -3  |
| Norgesmesterskapet | -     | 3       | 3       | 0       | 0       | 7       | 3       | 4            | 4            | 0            | 0            | 12           | 3            | 7      | 7      | 0      | 0      | 19     | 6      | +13 |
| Totale             | -     | 18      | 10      | 2       | 6       | 26      | 19      | 19           | 7            | 5            | 7            | 33           | 30           | 37     | 17     | 7      | 13     | 59     | 49     | +10 |

### Andamento in campionato
| Giornata  | 1 | 2 | 3  | 4  | 5  | 6  | 7  | 8  | 9  | 10 | 11 | 12 | 13 | 14 | 15 | 16 | 17 | 18 | 19 | 20 | 21 | 22 | 23 | 24 | 25 | 26 | 27 | 28 | 29 | 30 |
| --------- | - | - | -- | -- | -- | -- | -- | -- | -- | -- | -- | -- | -- | -- | -- | -- | -- | -- | -- | -- | -- | -- | -- | -- | -- | -- | -- | -- | -- | -- |
| Luogo     | C | T | C  | T  | C  | T  | C  | T  | C  | T  | C  | T  | C  | T  | C  | T  | C  | T  | T  | C  | T  | C  | C  | T  | C  | T  | C  | T  | C  | T  |
| Risultato | V | P | P  | P  | P  | V  | P  | N  | P  | N  | V  | V  | V  | P  | V  | N  | N  | N  | P  | V  | N  | N  | P  | P  | V  | P  | V  | P  | P  | V  |
| Posizione | 5 | 8 | 11 | 13 | 15 | 13 | 14 | 15 | 15 | 15 | 15 | 11 | 10 | 11 | 10 | 10 | 10 | 11 | 12 | 11 | 10 | 10 | 11 | 12 | 11 | 11 | 10 | 12 | 13 | 12 |

Fonte:  Eliteserien 2017, su altomfotball.no, Altomfotball.
Legenda:

Luogo: C = Casa; T = Trasferta. Risultato: V = Vittoria; N = Pareggio; P = Sconfitta.

### Statistiche dei giocatori
| Giocatore         | Eliteserien | Eliteserien | Eliteserien | Eliteserien | Norgesmesterskapet | Norgesmesterskapet | Norgesmesterskapet | Norgesmesterskapet | Coppe europee | Coppe europee | Coppe europee | Coppe europee | Altre coppe | Altre coppe | Altre coppe | Altre coppe | Totale   | Totale | Totale      | Totale     |
| Giocatore         | Presenze    | Reti        | Ammonizioni | Espulsioni  | Presenze           | Reti               | Ammonizioni        | Espulsioni         | Presenze      | Reti          | Ammonizioni   | Espulsioni    | Presenze    | Reti        | Ammonizioni | Espulsioni  | Presenze | Reti   | Ammonizioni | Espulsioni |
| ----------------- | ----------- | ----------- | ----------- | ----------- | ------------------ | ------------------ | ------------------ | ------------------ | ------------- | ------------- | ------------- | ------------- | ----------- | ----------- | ----------- | ----------- | -------- | ------ | ----------- | ---------- |
| J. Aaserud        | 0           | 0           | 0           | 0           | 0                  | 0                  | 0                  | 0                  |               |               |               |               |             |             |             |             | 0        | 0      | 0           | 0          |
| B. Ajeti          | 12          | 0           | 3           | 0           | 3                  | 2                  | 1                  | 0                  |               |               |               |               |             |             |             |             | 15       | 2      | 4           | 0          |
| M. Amundsen       | 28          | 0           | 4           | 1           | 7                  | 0                  | 0                  | 0                  |               |               |               |               |             |             |             |             | 35       | 0      | 4           | 1          |
| S. Antonijevic    | 16          | 0           | 0           | 0           | 4                  | 0                  | 1                  | 0                  |               |               |               |               |             |             |             |             | 20       | 0      | 1           | 0          |
| M. Christiansen   | 0           | -0          | 0           | 0           | 0                  | -0                 | 0                  | 0                  |               |               |               |               |             |             |             |             | 0        | 0      | 0           | 0          |
| M. Ebiye          | 8           | 0           | 0           | 0           | 0                  | 0                  | 0                  | 0                  |               |               |               |               |             |             |             |             | 8        | 0      | 0           | 0          |
| C. Ezeh           | 11          | 0           | 0           | 0           | 3                  | 0                  | 1                  | 0                  |               |               |               |               |             |             |             |             | 14       | 0      | 1           | 0          |
| D. Fernandes      | 3           | -5          | 0           | 0           | 1                  | -0                 | 0                  | 0                  |               |               |               |               |             |             |             |             | 4        | -5     | 0           | 0          |
| T. Gran           | 0           | 0           | 0           | 0           | 0                  | 0                  | 0                  | 0                  |               |               |               |               |             |             |             |             | 0        | 0      | 0           | 0          |
| M. Haakenstad     | 30          | 1           | 0           | 0           | 7                  | 1                  | 0                  | 0                  |               |               |               |               |             |             |             |             | 37       | 2      | 0           | 0          |
| B. Innocent       | 9           | 0           | 1           | 1           | 2                  | 1                  | 0                  | 0                  |               |               |               |               |             |             |             |             | 11       | 1      | 1           | 1          |
| S. Kind Mikalsen  | 27          | 4           | 2           | 0           | 7                  | 3                  | 1                  | 0                  |               |               |               |               |             |             |             |             | 34       | 7      | 3           | 0          |
| F. Kippe          | 24          | 5           | 4           | 0           | 6                  | 1                  | 1                  | 0                  |               |               |               |               |             |             |             |             | 30       | 6      | 5           | 0          |
| E. Knudtzon       | 29          | 8           | 4           | 0           | 5                  | 1                  | 0                  | 0                  |               |               |               |               |             |             |             |             | 34       | 9      | 4           | 0          |
| H. Kristiansen    | 0           | 0           | 0           | 0           | 0                  | 0                  | 0                  | 0                  |               |               |               |               |             |             |             |             | 0        | 0      | 0           | 0          |
| F. Krogstad       | 27          | 5           | 0           | 0           | 5                  | 1                  | 1                  | 0                  |               |               |               |               |             |             |             |             | 32       | 6      | 1           | 0          |
| T. Malec          | 12          | 1           | 1           | 0           | 2                  | 0                  | 0                  | 0                  |               |               |               |               |             |             |             |             | 14       | 1      | 1           | 0          |
| M. Marić          | 1           | -3          | 0           | 0           | 0                  | -0                 | 0                  | 0                  |               |               |               |               |             |             |             |             | 1        | -3     | 0           | 0          |
| I. Mathew         | 30          | 3           | 1           | 0           | 7                  | 1                  | 1                  | 0                  |               |               |               |               |             |             |             |             | 37       | 4      | 2           | 0          |
| A. Melgalvis      | 20          | 4           | 2           | 0           | 6                  | 3                  | 0                  | 0                  |               |               |               |               |             |             |             |             | 26       | 7      | 2           | 0          |
| E. Næsbak Brenden | 14          | 2           | 1           | 0           | 4                  | 0                  | 1                  | 0                  |               |               |               |               |             |             |             |             | 18       | 2      | 2           | 0          |
| E. Ødegaard       | 0           | -0          | 0           | 0           | 0                  | -0                 | 0                  | 0                  |               |               |               |               |             |             |             |             | 0        | 0      | 0           | 0          |
| P. Olsen          | 1           | 0           | 0           | 0           | 2                  | 0                  | 0                  | 0                  |               |               |               |               |             |             |             |             | 3        | 0      | 0           | 0          |
| A. Origi Otieno   | 26          | -35         | 2           | 0           | 6                  | -6                 | 0                  | 0                  |               |               |               |               |             |             |             |             | 32       | -41    | 2           | 0          |
| S. Rafn           | 29          | 2           | 2           | 0           | 7                  | 1                  | 0                  | 0                  |               |               |               |               |             |             |             |             | 36       | 3      | 2           | 0          |
| L. Ranger         | 0           | 0           | 0           | 0           | 0                  | 0                  | 0                  | 0                  |               |               |               |               |             |             |             |             | 0        | 0      | 0           | 0          |
| E. Sandberg       | 1           | 0           | 0           | 0           | 0                  | 0                  | 0                  | 0                  |               |               |               |               |             |             |             |             | 1        | 0      | 0           | 0          |
| S. Sinyan         | 0           | 0           | 0           | 0           | 0                  | 0                  | 0                  | 0                  |               |               |               |               |             |             |             |             | 0        | 0      | 0           | 0          |
| M. Škoda          | 13          | 1           | 0           | 0           | 2                  | 2                  | 0                  | 0                  |               |               |               |               |             |             |             |             | 15       | 3      | 0           | 0          |
| M. Tagbajumi      | 12          | 0           | 2           | 0           | 4                  | 2                  | 0                  | 0                  |               |               |               |               |             |             |             |             | 16       | 2      | 2           | 0          |
| C. Udoji          | 25          | 3           | 2           | 0           | 6                  | 0                  | 1                  | 0                  |               |               |               |               |             |             |             |             | 31       | 3      | 3           | 0          |
| S. Westerlund     | 0           | 0           | 0           | 0           | 0                  | 0                  | 0                  | 0                  |               |               |               |               |             |             |             |             | 0        | 0      | 0           | 0          |